# Luca Longhi

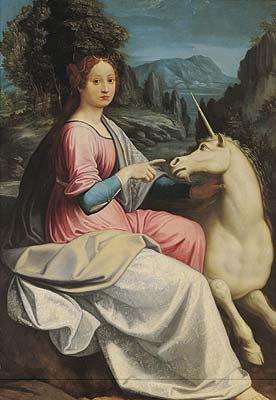
La dama e l'unicorno, possibile ritratto di Giulia Farnese eseguito da Luca Longhi nel 1550 circa e conservato a Roma presso il Museo Nazionale di Castel Sant'Angelo

Luca Longhi (Ravenna, 14 gennaio 1507 – Ravenna, 12 agosto 1580) è stato un pittore italiano, rappresentante della corrente del manierismo.

## Biografia

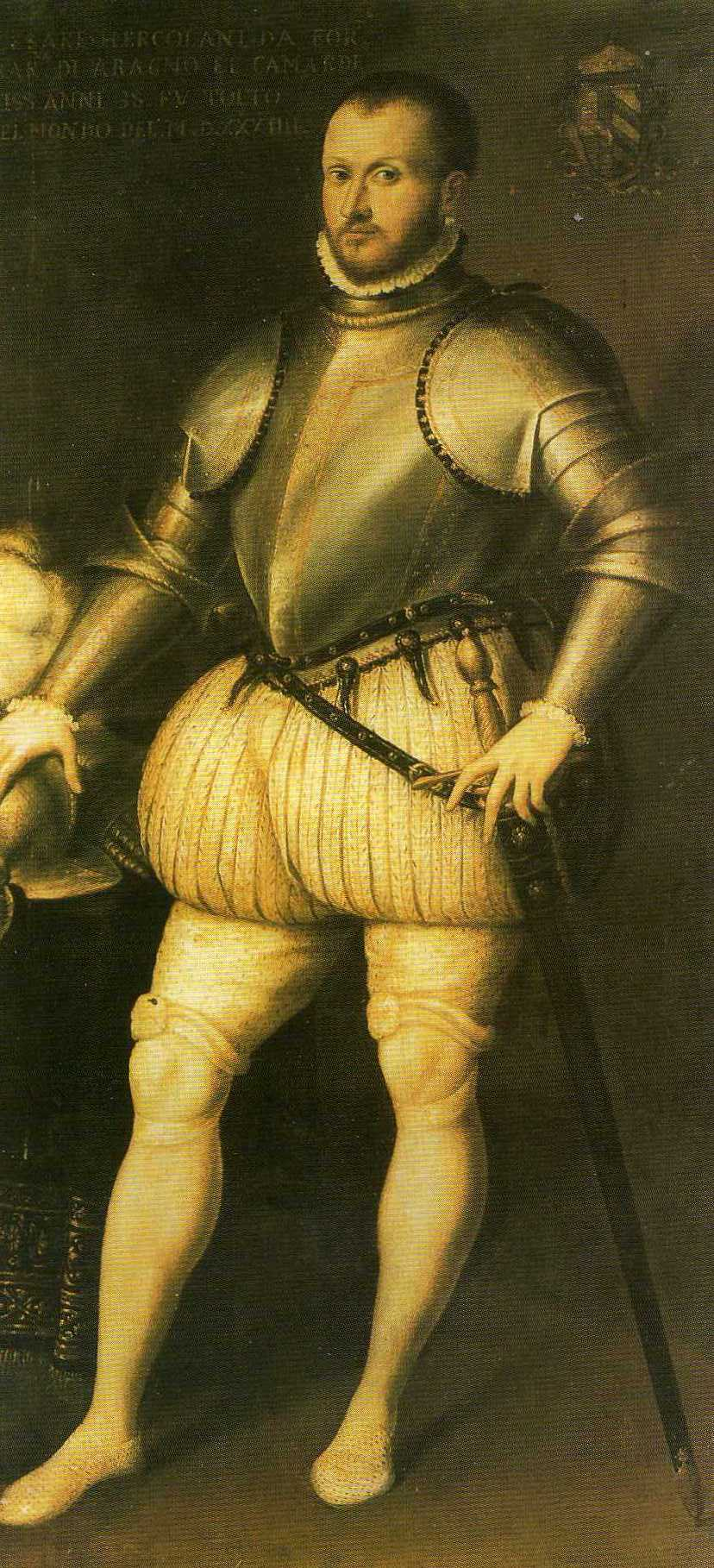
Ritratto di Cesare Hercolani

Nel 1529 eseguì lo Sposalizio di Santa Caterina con quattro santi, ora conservato nella pinacoteca di Ravenna. Tale dipinto sembra richiamare l'arte di Francesco Zaganelli e Marco Palmezzano. 
Nel 1541 realizza per Zampeschi la Madonna con il Bambino e i Santi Francesco e Giorgio e il committente.
Il pittore è stato attivo anche nel realizzare ritratti, tra questi vi sono quelli di Raffaele Rasponi, di Girolamo Rossi (1567) e di un Personaggio della famiglia Lunardi. 
Lavorò a lungo con i due figli Barbara e Francesco.
Intorno al 1548 incontrò Giorgio Vasari, artista toscano che raggiunse Ravenna per un dipinto del Cristo e che ebbe un'influenza notevole su Longhi, sul quale provocò una complessità compositiva fino ad allora non verificata.
Tuttavia Longhi non aderì totalmente al metodo di Vasari perché adottò schemi comunque arcaici e colori sobri. 
Morì a Ravenna e venne sepolto nella Chiesa dei Domenicani di Cappi.

## Opere
- Ritratto di Cesare Hercolani, Museo Civico di San Domenico, Forlì.